# Basketball Bundesliga de 1981–82
A Temporada 1981–82 da Basketball Bundesliga foi a 16.ª edição da principal competição de basquetebol masculino na Alemanha. A equipe do extinto Saturn Köln conquistou o seu segundo de quatro títulos nacional.

## Equipes participantes
| Clube              | Localização |
| ------------------ | ----------- |
| BSC Saturn Köln    | Colônia     |
| ASC 46 Göttingen   | Gotinga     |
| SSV Hagen          | Hagen       |
| TuS 04 Leverkusen  | Leverkusen  |
| USC Bayreuth       | Bayreuth    |
| MTV 1846 Giessen   | Giessen     |
| USC Heidelberg     | Edelberga   |
| MTV Wolfenbüttel   | Volfembutel |
| DTV Charlottenburg | Berlim      |
| TV 1862 Langen     | Langen      |

## Classificação Fase Regular

### Temporada Regular
| Pos. | Clube              | V  | D  | Pts      | Pts+ : Pts- | Classificação   |
| ---- | ------------------ | -- | -- | -------- | ----------- | --------------- |
| 1    | BSC Saturn Köln    | 13 | 5  | 26:10:00 | 1571:1398   | Grupo do título |
| 2    | ASC 46 Göttingen   | 13 | 5  | 26:10:00 | 1381:1294   | Grupo do título |
| 3    | SSV Hagen          | 11 | 7  | 22:14:00 | 1327:1332   | Grupo do título |
| 4    | TuS 04 Leverkusen  | 10 | 8  | 20:16    | 1402:1337   | Grupo do título |
| 5    | USC Bayreuth       | 8  | 10 | 16:20    | 1442:1451   | Grupo do título |
| 6    | MTV 1846 Giessen   | 8  | 10 | 16:20    | 1446:1446   | Grupo do título |
| 7    | USC Heidelberg     | 8  | 10 | 16:20    | 1309:1326   | Playouts        |
| 8    | MTV Wolfenbüttel   | 7  | 11 | 14:22    | 1473:1512   | Playouts        |
| 9    | DTV Charlottenburg | 6  | 12 | 12:24    | 1295:1434   | Playouts        |
| 10   | TV 1862 Langen     | 6  | 12 | 12:24    | 1392:1508   | Playouts        |

## Segunda Fase

### Grupo do Título
| Pos. | Clube             | V  | D  | Pts      | Pts+ : Pts- | Classificação |
| ---- | ----------------- | -- | -- | -------- | ----------- | ------------- |
| 1    | BSC Saturn Köln   | 20 | 8  | 40:16:00 | 2352:2148   | Campeão       |
| 2    | ASC 46 Göttingen  | 18 | 10 | 36:20:00 | 2131:2034   |               |
| 3    | SSV Hagen         | 18 | 10 | 36:20:00 | 2081:2048   |               |
| 4    | TuS 04 Leverkusen | 15 | 13 | 06:26    | 2172:2111   |               |
| 5    | USC Bayreuth      | 11 | 17 | 22:34    | 2235:2273   |               |
| 6    | MTV 1846 Giessen  | 11 | 17 | 22:34:00 | 2196:2221   |               |

### Grupo Playouts
| Pos. | Clube              | V  | D  | Pts      | Pts+ : Pts- | Classificação |
| ---- | ------------------ | -- | -- | -------- | ----------- | ------------- |
| 1    | MTV Wolfenbüttel   | 11 | 13 | 22:26:00 | 1965:1981   |               |
| 2    | DTV Charlottenburg | 10 | 14 | 20:28    | 1766:1886   |               |
| 3    | USC Heidelberg     | 10 | 14 | 20:28    | 1736:1756   | Rebaixados    |
| 4    | TV 1862 Langen     | 8  | 16 | 16:32    | 1852:2007   | Rebaixados    |

## Campeões da Basketball Bundesliga (BBL) 1981–82
| Campeões da BBL 1981–82    |
| -------------------------- |
| BSC Saturn Köln 2.º título |

## Clubes alemães em competições europeias
| Clube | Competição         | Resultado |
| ----- | ------------------ | --------- |
| -     | Copa dos Campeões  | -         |
| -     | Copa Korać         | -         |
| -     | FIBA Copa Europeia | -         |